# Tom Holmes (cầu thủ bóng đá)
Thomas Richard Holmes (sinh ngày 12 tháng 3 năm 2000) là một cầu thủ bóng đá người Anh thi đấu cho câu lạc bộ EFL Championship Reading ở vị trí hậu vệ.

## Sự nghiệp

### Câu lạc bộ
Vào tháng 7 năm 2017, Holmes ký hợp đồng chuyên nghiệp đầu tiên với Reading, có màn ra mắt cho Reading vào ngày 6 tháng 3 năm 2018 trong trận hòa 1–1 trước Bolton Wanderers.
Vào 26 tháng 2 năm 2019, Holmes ký bản hợp đồng mới với Reading đến mùa hè năm 2022.

## Thống kê sự nghiệp

### Câu lạc bộ
Tính đến trận đấu diễn ra ngày 6 tháng 3 năm 2018
| Câu lạc bộ          | Mùa giải            | Giải vô địch        | Giải vô địch | Giải vô địch | Cúp Quốc gia | Cúp Quốc gia | Cúp Liên đoàn | Cúp Liên đoàn | Khác | Khác | Tổng | Tổng |
| Câu lạc bộ          | Mùa giải            | Hạng đấu            | Trận         | Bàn          | Trận         | Bàn          | Trận          | Bàn           | Trận | Bàn  | Trận | Bàn  |
| ------------------- | ------------------- | ------------------- | ------------ | ------------ | ------------ | ------------ | ------------- | ------------- | ---- | ---- | ---- | ---- |
| Reading             | 2017–18             | Championship        | 1            | 0            | 0            | 0            | 0             | 0             | -    | -    | 1    | 0    |
| Reading             | 2018–19             | Championship        | 1            | 0            | 0            | 0            | 0             | 0             | -    | -    | 1    | 0    |
| Reading             | Tổng                | Tổng                | 1            | 0            | 0            | 0            | 0             | 0             | 0    | 0    | 1    | 0    |
| Tổng cộng sự nghiệp | Tổng cộng sự nghiệp | Tổng cộng sự nghiệp | 1            | 0            | 0            | 0            | 0             | 0             | 0    | 0    | 1    | 0    |